# Howard Lake
Howard Lake é uma cidade localizada no estado americano de Minnesota, no Condado de Wright.

## História
A área foi fundada em 1855 por Morgan V. Cochran, que mais tarde vendeu suas terras para Charles Goodsell em 1863. Howard Lake desenvolveu-se como uma estação ferroviária.
Howard Lake foi construído em 1869 e recebeu o nome de Howard Lake .  Um posto de correios foi estabelecido sob o nome de Howard em 1870; a agência postal foi renomeada Howard Lake em 1892 e permanece em operação.  Uma propriedade em Howard Lake, a Howard Ham City Hall de 1904 , está listada no Registro Nacional de Lugares Históricos .

## Demografia
Segundo o censo americano de 2000, a sua população era de 1853 habitantes.
Em 2006, foi estimada uma população de 1977, um aumento de 124 (6.7%).

## Geografia
De acordo com o United States Census Bureau tem uma área de
4,1 km², dos quais 3,4 km² cobertos por terra e 0,7 km² cobertos por água. Howard Lake localiza-se a aproximadamente 303 m acima do nível do mar.

## Localidades na vizinhança
O diagrama seguinte representa as localidades num raio de 20 km ao redor de Howard Lake.